# MIR-SAT 1
MIR-SAT 1 (acronimo di Mauritius Infra-Red Satellite 1) è il primo satellite costruito a Mauritius.  
Il satellite, del tipo CubeSat, è stato realizzato dal Mauritius Research Council nell'ambito di un progetto per i Paesi emergenti finanziato dall'Ufficio delle Nazioni Unite per gli affari dello spazio extra-atmosferico con il supporto tecnico della JAXA. Il lancio è stato effettuato il 3 giugno 2021 dalla Vandenberg Space Force Base con un razzo vettore Falcon 9. Il satellite è stato trasportato sulla Stazione Spaziale Internazionale, da cui è stato collocato in orbita il 22 giugno 2021. Il satellite aveva a bordo una telecamera RGB per riprendere immagini di Mauritius e della sua zona economica esclusiva e alcune attrezzature per comunicazioni con i radioamatori. Inizialmente era previsto che il satellite dovesse essere dotato di una termocamera per riprese nell’infrarosso, ma poi si è optato per una telecamera con riprese a colori nel visibile, senza tuttavia modificare il nome del satellite. 
MIR-SAT-1 è rientrato nell’atmosfera il 18 aprile 2022.